# Batesland
Batesland (in lakota: íŋyaŋ šála; "pietra rossa") è un comune (town) degli Stati Uniti d'America della contea di Oglala Lakota nello Stato del Dakota del Sud. La popolazione era di 108 abitanti al censimento del 2010.

## Geografia fisica
Batesland è situata a 43°07′40″N 102°06′06″W (43.127654, -102.101734).
Secondo lo United States Census Bureau, la città ha una superficie totale di 0,22 km², dei quali 0,22 km² di territorio e 0 km² di acque interne (0% del totale).
A Batesland è stato assegnato lo ZIP code 57716 e lo FIPS place code 03860.

## Storia
Un ufficio postale chiamato Batesland è in funzione dal 1923. La cittadina deve il suo nome in onore di C. A. Bates, che mappò il sito.

## Società

### Evoluzione demografica
Secondo il censimento del 2010, la popolazione era di 108 abitanti.

### Etnie e minoranze straniere
Secondo il censimento del 2010, la composizione etnica della città era formata dal 2,78% di bianchi, lo 0% di afroamericani, il 97,22% di nativi americani, lo 0% di asiatici, lo 0% di oceanici, lo 0% di altre razze, e lo 0% di due o più etnie. Ispanici o latinos di qualunque razza erano il 3,7% della popolazione.